# Альконера
Альконера (ісп. Alconera) — муніципалітет в Іспанії, у складі автономної спільноти Естремадура, у провінції Бадахос. Населення — 728 осіб (2010).
Муніципалітет розташований на відстані близько 330 км на південний захід від Мадрида, 70 км на південний схід від Бадахоса.

## Демографія
Динаміка населення (INE ):